# Rhyacophila kuramana
Rhyacophila kuramana là một loài Trichoptera trong họ Rhyacophilidae. Chúng phân bố ở miền Cổ bắc.